# Klára Kocmanová
Klára Kocmanová (ur. 5 listopada 1992 w Kutnej Horze) – czeska polityczka. Od 2021 roku zasiada w czeskiej Izbie Poselskiej.

## Życiorys

### Młodość i edukacja
Klára Kocmanová urodziła się 5 listopada 1992 roku w Kutnej Horze, gdzie również ukończyła gimnazjum katolickie. W 2013 roku obroniła pracę licencjacką na Czeskim Uniwersytecie Przyrodniczym w Pradze, zatytułowaną "Kompetencje społeczne w procesie edukacji dorosłych". 

### Kariera zawodowa
Pracowała jako urzędniczka w regionalnym przedstawicielstwie kraju środkowoczeskiego oraz jako pracownica w fabryce czekolady w Pradze.

### Działalność polityczna
Pracowała jako koordynatorka dla Czeskiej Partii Piratów, szefowała jej oddziałowi w Kutnej Horze oraz była jej wiceprzewodniczącą w kraju środkowoczeskim. Pracowała przy kampanii wyborczej Adéli Šípovej, pierwszej członkini czeskiego Senatu wybranej z list Czeskiej Partii Piratów, a później pracowała jako jej asystentka.
W latach 2018–2021 była członkinią miejskiej komisji ds. polityki społecznej i środowiska w Kutnej Horze.
Z powodzeniem wystartowała w wyborach do Izby Poselskiej Republiki Czeskiej w 2021 roku z ramienia Czeskiej Partii Piratów w okręgu wyborczym obejmującym kraj środkowoczeski. Objęła jeden z czterech mandatów należnych piratom. Mandat objęła 9 października 2021. Dołączyła do klubu parlamentarnego Czeskiej Partii Piratów, a 11 października 2022 została jego wiceprzewodniczącą. Zasiadła w Komisji ds. wyborów, Komisji ds. przechwytywania i dostępu telekomunikacyjnego, szpiegowania i zakłócania komunikacji elektronicznej (od 14 grudnia 2021 jako jej przewodnicząca), Komitecie ds. środowiska (od 2 listopada 2022 jako jego wiceprzewodnicząca) oraz Komitecie ds. polityki społecznej. Należy do grup współpracy międzyparlamentarnej z Bośnią i Hercegowiną, Wielką Brytanią oraz Francją.
13 stycznia 2024 roku została wybrana na pierwszą wiceprzewodniczącą Czeskiej Partii Piratów. Nie ubiegała się o reelekcje na to stanowisko podczas listopadowego zjazdu partii; na stanowisku zastąpił ją Martin Šmída.
Ogłosiła, że nie będzie ubiegać się o reelekcję w wyborach parlamentarnych w 2025 roku. Jako powód podała złą atmosferę w Izbie Poselskiej oraz problemy ze zdrowiem. Ogłosiła chęć dalszego wspierania Czeskiej Partii Piratów poprzez ubieganie się o mandat z ostatniego miejsca na liście.